# Eupithecia vellicata
Eupithecia vellicata är en fjärilsart som beskrevs av Karl Dietze 1908. Eupithecia vellicata ingår i släktet Eupithecia och familjen mätare. Inga underarter finns listade i Catalogue of Life.